# Toyohiko Kagawa
Toyohiko Kagawa (賀川豊彦) (10 de julho de 1888 — 23 de abril de 1960) foi um pacifista japonês, religioso cristão e defensor dos direitos trabalhistas. Ajudou a fundar hospitais, escolas e igrejas no Japão e escreveu mais de 150 livros. Foi nomeado para o prêmio Nobel da Paz em 1954 e 1955. Após sua morte foi condecorado com a Ordem do Tesouro da Felicidade Sagrada.

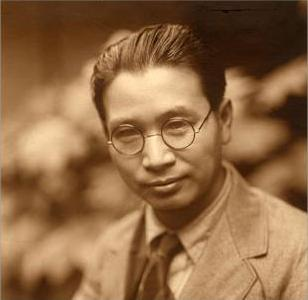
Toyohiko Kagawa mais novo

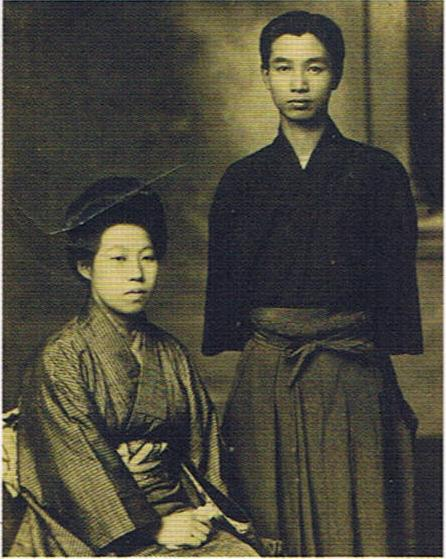
Toyohiko e Haru

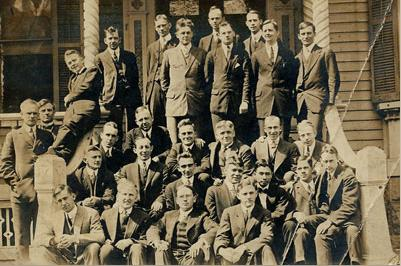
Princeton Theological Seminary

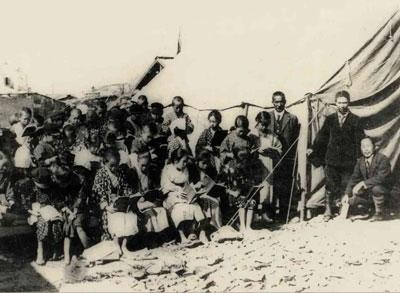
1923 Great Kantō earthquake

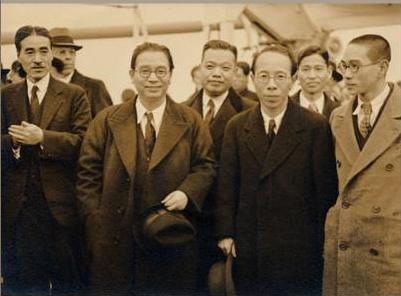
America 1935

Depois de convertido ao Cristianismo, tornou-se um dos maiores líderes cristãos  do Japão no início do século XX. Foi perseguido pela própria família e deserdado, fato que o levou a dedicar sua vida a falar do do amor de Deus aos mais pobres. Ensinou os trabalhadores a se organizarem para terem seus interesses atendidos. Sendo funcionário público, lutou pela aprovação de leis que beneficiassem os pobres. Dirigente do Movimento do Reino de Deus, é lembrado como o "Apóstolo japonês do amor". Difundiu o cristianismo entre os japoneses e ficou conhecido por equilibrar os aspectos  místico da fé em Cristo com a necessidade da ação social.